# Russie aux Jeux olympiques d'été de 2016
La Russie participe aux Jeux olympiques d'été de 2016 à Rio de Janeiro au Brésil du 5 août au 21 août. Il s'agit de sa 9e participation à des Jeux d'été.

## Médaillés

### Médailles d'or
| Sport                  | Discipline                   | Athlète(s) | Performance    | Date    |
| Médailles d'or : 19    |                              | |                |         |
| Boxe                   | Poids lourds hommes          | Evgeny Tishchenko | 3-0            | 15 août |
| Escrime                | Sabre féminin individuel     | Yana Egorian | 15-14          | 8 août  |
| Escrime                | Fleuret féminin individuel   | Inna Deriglazova | 12-11          | 10 août |
| Escrime                | Fleuret masculin par équipes | Timur Safin Artur Akhmatkhuzin Aleksey Cheremisinov | 45-41          | 12 août |
| Escrime                | Sabre féminin par équipes    | Ekaterina Dyachenko Yuliya Gavrilova Yana Egorian Sofia Velikaïa | 45-30          | 13 août |
| Gymnastique artistique | Barres asymétriques          | Aliya Mustafina | 15,900 pts     | 14 août |
| Gymnastique rythmique  | Concours individuel          | Margarita Mamun | 76,483 pts     | 20 août |
| Gymnastique rythmique  | Concours des ensembles       | Vera Biriukova Anastasia Bliznyuk Anastasia Maksimova Anastasiia Tatareva Maria Tolkacheva | 36,233 pts     | 21 août |
| Handball               | Tournoi féminin              | Olga Akopian Irina Bliznova Vladlena Bobrovnikova Daria Dmitrieva Victoria Kalinina Polina Kuznetsova Ekaterina Ilina Yekaterina Marennikova Maïa Petrova Anna Sedoïkina Anna Sen Marina Soudakova Anna Vyakhireva Tatiana Erokhina Victoria Jilinskaïté | 22-19          | 20 août |
| Judo                   | Moins de 60 kg hommes        | Beslan Mudranov | waza-ari       | 6 août  |
| Judo                   | Moins de 81 kg hommes        | Khasan Khalmurzaev | ipon           | 9 août  |
| Lutte                  | Moins de 75 kg hommes        | Roman Vlasov | 3-1            | 14 août |
| Lutte                  | Moins de 85 kg hommes        | Davit Chakvetadze | 3-1            | 15 août |
| Lutte                  | Moins de 86 kg hommes        | Abdulrashid Sadulaev | 3-0            | 20 août |
| Lutte                  | Moins de 65 kg hommes        | Soslan Ramonov | 4-0            | 21 août |
| Natation synchronisée  | Duo                          | Natalia Ishchenko Svetlana Romashina | 98,533 3 pts   | 16 août |
| Natation synchronisée  | Groupe                       | Vlada Chigireva Natalia Ishchenko Svetlana Kolesnichenko Alexandra Patskevich Svetlana Romashina Alla Shishkina Maria Shurochkina Gelena Topilina Ielena Prokofieva                                                                                      | 97,010 6 pts   | 19 août |
| Pentathlon moderne     | Compétition masculine        | Aleksander Lesun | 1 479 pts (RO) | 20 août |
| Tennis                 | Double dames                 | Ekaterina Makarova Elena Vesnina | 6-4 / 6-4      | 14 août |

| Sport                   | Discipline                          | Athlète(s)                                                                        | Performance    | Date    |
| Médailles d'argent : 17 |                                     |                                                                                   |                |         |
| Cyclisme sur piste      | Vitesse par équipes                 | Daria Shmeleva Anastasiia Voinova                                                 | 32 s 401       | 12 août |
| Cyclisme sur route      | Contre-la-montre féminin            | Olga Zabelinskaïa                                                                 | 44 min 31 s 97 | 10 août |
| Escrime                 | Sabre féminin individuel            | Sofia Velikaïa                                                                    | 14-15          | 8 août  |
| Gymnastique artistique  | Concours général par équipes hommes | Denis Ablyazin David Belyavskiy Nikolai Kuksenkov Nikita Nagornyy Ivan Stretovich | 271,453 pts    | 8 août  |
| Gymnastique artistique  | Concours général par équipes femmes | Angelina Melnikova Aliya Mustafina Maria Paseka Daria Spiridonova Seda Tutkhalyan | 176,688 pts    | 9 août  |
| Gymnastique artistique  | Saut de cheval femmes               | Maria Paseka                                                                      | 15,253 pts     | 14 août |
| Gymnastique artistique  | Saut de cheval hommes               | Denis Ablyazin                                                                    | 15,516 pts     | 15 août |
| Gymnastique rythmique   | Concours individuel                 | Yana Kudryavtseva                                                                 | 75,608 pts     | 20 août |
| Lutte                   | Moins de 58 kg femmes               | Valeria Koblova                                                                   | 1-3            | 17 août |
| Lutte                   | Moins de 69 kg femmes               | Nataliya Vorobyova                                                                | 1-3            | 17 août |
| Lutte                   | Moins de 74 kg hommes               | Aniuar Geduev                                                                     |                | 19 août |
| Natation                | 100 m brasse féminin                | Yuliya Efimova                                                                    | 1 min 05 s 50  | 8 août  |
| Natation                | 200 m brasse féminin                | Yuliya Efimova                                                                    | 2 min 21 s 97  | 11 août |
| Taekwondo               | Moins de 68 kg homme                | Alekseï Denissenko                                                                | 6-10           | 18 août |
| Tir                     | Pistolet à 10 m air comprimé femmes | Vitalina Batsarashkina                                                            | 197,1 pts      | 7 août  |
| Tir                     | Carabine à 50 m 3 positions hommes  | Sergueï Kamenskiy                                                                 | 458,5 pts      | 14 août |
| Tir à l'arc             | Par équipes femmes                  | Tuyana Dashidorzhieva Ksenia Perova Inna Stepanova                                | 1-5            | 7 août  |

| Sport                    | Discipline                          | Athlète(s) | Performance    | Date    |
| Médailles de bronze : 20 |                                     | |                |         |
| Boxe                     | Poids légers femmes                 | Anastasia Beliakova |                | 17 août |
| Boxe                     | Poids coqs hommes                   | Vladimir Nikitine |                | 18 août |
| Boxe                     | Poids super-légers hommes           | Vitaly Dunaytsev |                | 19 août |
| Canoë-kayak              | K1 1 000 mètres hommes              | Roman Anoshkin | 3 min 33 s 363 | 16 août |
| Canoë-kayak              | C1 1 000 mètres hommes              | Ilya Shtokalov |                | 17 août |
| Cyclisme sur piste       | Vitesse individuelle masculine      | Denis Dmitriev |                | 14 août |
| Escrime                  | Fleuret masculin individuel         | Timur Safin | 15-13          | 8 août  |
| Escrime                  | Épée féminine par équipes           | Violetta Kolobova Tatiana Logunova Lyubov Shutova Olga Kochneva | 37-31          | 11 août |
| Gymnastique artistique   | Concours général individuel femmes  | Aliya Mustafina | 58,664 pts     | 11 août |
| Gymnastique artistique   | Anneaux                             | Denis Ablyazin | 15,700 pts     | 15 août |
| Gymnastique artistique   | Barres parallèles                   | David Beliavski | 15,783 pts     | 16 août |
| Judo                     | Moins de 52 kg femmes               | Natalia Kuzyutina | ipon           | 7 août  |
| Lutte                    | Moins de 130 kg hommes              | Sergey Semenov | 3-0            | 15 août |
| Lutte                    | Moins de 75 kg femmes               | Ekaterina Bukina | 3-1            | 18 août |
| Natation                 | 200 m dos masculin                  | Evgeny Rylov | 2 min 07 s 70  | 10 août |
| Natation                 | 200 m brasse masculin               | Anton Chupkov | 1 min 53 s 97  | 11 août |
| Tir                      | Carabine à 10 m air comprimé hommes | Vladimir Maslennikov | 184,2 pts      | 8 août  |
| Tir                      | Carabine à 50 m tir couché hommes   | Kirill Grigoryan | 187,3 pts      | 12 août |
| Voile                    | RS:X femmes                         | Stefania Elfutina |                | 14 août |
| Water-polo               | Tournoi féminin                     | Maria Borisova Nadejda Glyzina Olga Gorbounova Anna Grineva Nadejda Glyzina Evgeniya Ivanova Elvina Karimova Anna Karnaukh Ekaterina Lisunova Iekaterina Prokofieva Anastasia Simanovich Evgenia Soboleva Anna Timofeeva Anna Ustyukhina | 19-18          | 19 août |

| Sport                  |    |    |    | Total |
| Lutte                  | 4  | 3  | 2  | 9     |
| Escrime                | 4  | 1  | 2  | 7     |
| Gymnastique rythmique  | 2  | 1  | 0  | 3     |
| Judo                   | 2  | 0  | 1  | 3     |
| Natation synchronisée  | 2  | 0  | 0  | 2     |
| Gymnastique artistique | 1  | 4  | 3  | 8     |
| Boxe                   | 1  | 0  | 3  | 4     |
| Handball               | 1  | 0  | 0  | 1     |
| Pentathlon moderne     | 1  | 0  | 0  | 1     |
| Tennis                 | 1  | 0  | 0  | 1     |
| Natation               | 0  | 2  | 2  | 4     |
| Tir                    | 0  | 2  | 2  | 4     |
| Cyclisme sur piste     | 0  | 1  | 1  | 2     |
| Cyclisme sur route     | 0  | 1  | 0  | 1     |
| Taekwondo              | 0  | 1  | 0  | 1     |
| Tir à l'arc            | 0  | 1  | 0  | 1     |
| Canoë-kayak            | 0  | 0  | 2  | 2     |
| Voile                  | 0  | 0  | 1  | 1     |
| Water-polo             | 0  | 0  | 1  | 1     |
| Total                  | 19 | 17 | 20 | 56    |

| Jour    |    |    |    | Total |
| 6 août  | 1  | 0  | 0  | 1     |
| 7 août  | 0  | 2  | 2  | 4     |
| 8 août  | 1  | 3  | 1  | 5     |
| 9 août  | 1  | 1  | 0  | 2     |
| 10 août | 1  | 1  | 1  | 3     |
| 11 août | 0  | 1  | 3  | 4     |
| 12 août | 1  | 1  | 1  | 3     |
| 13 août | 1  | 0  | 0  | 1     |
| 14 août | 3  | 2  | 2  | 7     |
| 15 août | 2  | 1  | 2  | 5     |
| 16 août | 1  | 0  | 2  | 3     |
| 17 août | 0  | 2  | 2  | 4     |
| 18 août | 0  | 1  | 2  | 3     |
| 19 août | 1  | 1  | 2  | 4     |
| 20 août | 4  | 1  | 0  | 5     |
| 21 août | 2  | 1  | 0  | 3     |
| Total   | 19 | 18 | 19 | 56    |

| Sexe   |    |    |    | Total |
| Hommes | 9  | 6  | 12 | 27    |
| Femmes | 10 | 12 | 7  | 29    |
| Total  | 19 | 18 | 19 | 56    |

## Athlétisme
La Fédération russe d'athlétisme étant suspendue par la Fédération internationale pour dopage, seules deux athlètes russes sont initialement autorisées à concourir comme indépendantes, Darya Klishina qui réside aux États-Unis, et Yuliya Stepanova, en tant que lanceuse d'alerte, finalement exclue de la compétition par le CIO car contrôlée positive au dopage en 2013.
Femmes
| Athlète        | Compétition      | Qualifications | Qualifications | Finale   | Finale |
| Athlète        | Compétition      | Résultat       | Rang           | Résultat | Rang   |
| -------------- | ---------------- | -------------- | -------------- | -------- | ------ |
| Darya Klishina | Saut en longueur | 6,64 m         | 8 q            | 6.63     | 9      |

## Aviron
Légende: FA = finale A (médaille) ; FB = finale B (pas de médaille) ; FC = finale C (pas de médaille) ; FD = finale D (pas de médaille) ; FE = finale E (pas de médaille) ; FF = finale F (pas de médaille) ; SA/B = demi-finales A/B ; SC/D = demi-finales C/D ; SE/F = demi-finales E/F ; QF = quarts de finale; R= repêchage
| Athlète                                                         | Compétition                | Séries        | Séries | Repêchage     | Repêchage | Demi-finales  | Demi-finales | Finale        | Finale |
| Athlète                                                         | Compétition                | Temps         | Rang   | Temps         | Rang      | Temps         | Rang         | Temps         | Rang   |
| --------------------------------------------------------------- | -------------------------- | ------------- | ------ | ------------- | --------- | ------------- | ------------ | ------------- | ------ |
| Artem Kosov Nikita Morgachev Vladislav Ryabtsev Anton Zarutskiy | Quatre sans barreur hommes | 6 min 03 s 89 | 5 R    | 6 min 39 s 32 | 3 SA/B    | 6 min 24 s 89 | 6 FB         | 6 min 02 s 09 | 10     |

## Badminton
| Athlète                        | Compétition   | Phase de groupes                    | Phase de groupes                       | Phase de groupes                      | Phase de groupes | 1/8e de finale   | Quarts de finale                           | Demi-finales     | Finale           | Finale   |
| Athlète                        | Compétition   | Adversaire Score                    | Adversaire Score                       | Adversaire Score                      | Rang             | Adversaire Score | Adversaire Score                           | Adversaire Score | Adversaire Score | Rang     |
| ------------------------------ | ------------- | ----------------------------------- | -------------------------------------- | ------------------------------------- | ---------------- | ---------------- | ------------------------------------------ | ---------------- | ---------------- | -------- |
| Vladimir Malkov                | Simple hommes | battu par Nguyễn 21-15, 9-21, 13-21 | battu par Lin 18-21, 7-21              | Obernosterer 21-11, 21-10             | 3e Gr. E         | NC               | Éliminé                                    | Éliminé          | Éliminé          | Éliminé  |
| Natalia Perminova              | Simple dames  | bat Baldauf 21-17, 21-8             | battue par Tai 12-21, 9-21             | NC                                    | 2e Gr. N         | Éliminée         | Éliminée                                   | Éliminée         | Éliminée         | Éliminée |
| Vladimir Ivanov / Ivan Sozonov | Double hommes | battent Lee / Tsai 21-11, 22-20     | battent Chau / Serasinghe 21-16, 21-16 | battent Lee / Yoo 21-17, 19-21, 21-16 | 1ers Gr. A       | NC               | battus par Chai / Hong 13-21, 21-16, 16-21 | Éliminés         | Éliminés         | Éliminés |

## Boxe
En boxe, le Russe Evgeny Tishchenko devient le 15 août champion olympique dans la catégorie des - 91 kg dans un match très controversé entaché de soupçons de corruption,,.

## Canoë-kayak

### Slalom
|                                   | Compétition | Éliminatoires | Éliminatoires | Éliminatoires | Éliminatoires | Éliminatoires | Éliminatoires | Demi-finales | Demi-finales | Finale        | Finale        |
| Course 1                          | Compétition | Rang          | Course 2      | Rang          | Total         | Rang          | Résultat      | Rang         | Résultat     | Rang          |               |
| --------------------------------- | ----------- | ------------- | ------------- | ------------- | ------------- | ------------- | ------------- | ------------ | ------------ | ------------- | ------------- |
| Alexander Lipatov                 | C1 hommes   | 101 s 78      | 10            | 98 s 72       | 7             | 98.72         | 10 Q          | 104 s 69     | 13           | Pas qualifié  | Pas qualifié  |
| Mikhail Kuznetsov Dmitry Larionov | C2 hommes   | 167 s 26      | 12            | 107 s 39      | 5             | 107 s 39      | 8 Q           | 112 s 39     | 8 Q          | 106 s 70      | 6             |
| Pavel Eigel                       | K1 hommes   | 96 s 72       | 15            | 88 s 57       | 4             | 88 s 57       | 6 Q           | 92 s 43      | 7 Q          | 92 s 62       | 9             |
| Marta Kharitonova                 | K1 femmes   | 111 s 01      | 13            | 104 s 72      | 5             | 104 s 72      | 8 Q           | 160 s 39     | 15           | Pas qualifiée | Pas qualifiée |

## Cyclisme

### Cyclisme sur route
| Athlète           | Compétition             | Temps           | Rang |
| ----------------- | ----------------------- | --------------- | ---- |
| Pavel Kochetkov   | Course en ligne hommes  | 6 h 22 min 23 s | 38e  |
| Pavel Kochetkov   | Contre-la-montre hommes | 1 h 20 min 07 s | 28e  |
| Sergei Chernetski | Course en ligne hommes  | 6 h 19 min 43 s | 31e  |
| Aleksei Kurbatov  | Course en ligne hommes  | non terminé     | NC   |
| Olga Zabelinskaya | Course en ligne femmes  | 3 h 55 min 52 s | 16e  |
| Olga Zabelinskaya | Contre-la-montre femmes | 44 min 31 s 97  | 2e   |

### Cyclisme sur piste
Vitesse
| Athlète                          | Compétition                 | Qualification | Qualification | 1er tour                 | Repêchages 1             | 2e tour                  | Repêchages 2             | Quarts de finale         | Demi-finales             | Finale                   | Finale |
| Athlète                          | Compétition                 | Temps Vitesse | Rang          | Adversaire Temps Vitesse | Adversaire Temps Vitesse | Adversaire Temps Vitesse | Adversaire Temps Vitesse | Adversaire Temps Vitesse | Adversaire Temps Vitesse | Adversaire Temps Vitesse | Rang   |
| -------------------------------- | --------------------------- | ------------- | ------------- | ------------------------ | ------------------------ | ------------------------ | ------------------------ | ------------------------ | ------------------------ | ------------------------ | ------ |
| Denis Dmitriev                   | Vitesse individuelle hommes |               |               |                          |                          |                          |                          |                          |                          |                          |        |
| Nikita Shurshin                  | Vitesse individuelle hommes |               |               |                          |                          |                          |                          |                          |                          |                          |        |
|                                  | Vitesse individuelle femmes |               |               |                          |                          |                          |                          |                          |                          |                          |        |
| Daria Shmeleva Anastasia Voynova | Vitesse par équipes femmes  |               |               | NC                       | NC                       | NC                       | NC                       | NC                       | NC                       |                          |        |

Keirin
| Athlète         | Compétition   | 1er tour | Repêchage | 2e tour | Finale |
| Athlète         | Compétition   | Rang     | Rang      | Rang    | Rang   |
| --------------- | ------------- | -------- | --------- | ------- | ------ |
| Nikita Shurshin | Keirin hommes |          |           |         |        |
|                 | Keirin femmes |          |           |         |        |

### VTT
| Athlète | Compétition              | Temps | Rang |
| ------- | ------------------------ | ----- | ---- |
|         | Cross-country VTT hommes |       |      |
|         | Cross-country VTT femmes |       |      |

Poursuite
| Athlète | Compétition                  | Qualification | Qualification | Demi-finales        | Demi-finales | Finale              | Finale |
| Athlète | Compétition                  | Temps         | Rang          | Adversaire Résultat | Rang         | Adversaire Résultat | Rang   |
| ------- | ---------------------------- | ------------- | ------------- | ------------------- | ------------ | ------------------- | ------ |
|         | Poursuite par équipes hommes |               |               |                     |              |                     |        |

### BMX
| Athlète              | Compétition | Qualifications | Qualifications | Quarts de finale | Quarts de finale | Demi-finales | Demi-finales | Finale   | Finale |
| Athlète              | Compétition | Résultat       | Rang           | Résultat         | Rang             | Résultat     | Rang         | Résultat | Rang   |
| -------------------- | ----------- | -------------- | -------------- | ---------------- | ---------------- | ------------ | ------------ | -------- | ------ |
| Evgeny Komarov       | BMX hommes  |                |                |                  |                  |              |              |          |        |
| Yaroslava Bondarenko | BMX femmes  |                |                |                  |                  |              |              |          |        |

## Escrime
Hommes
| Athlète                                             | Compétition         | 1/32 de finale   | 1/16 de finale              | 1/8 de finale            | Quarts de finale      | Demi-finales         | Match pour la médaille de bronze | Match pour la médaille de bronze    | Finale           | Finale                         |
| Athlète                                             | Compétition         | Adversaire Score | Adversaire Score            | Adversaire Score         | Adversaire Score      | Adversaire Score     | Adversaire Score                 | Rang                                | Adversaire Score | Rang                           |
| --------------------------------------------------- | ------------------- | ---------------- | --------------------------- | ------------------------ | --------------------- | -------------------- | -------------------------------- | ----------------------------------- | ---------------- | ------------------------------ |
| Anton Avdeyev                                       | Épée individuelle   | NC               | Bas Verwijlen 15-9          | Kazuyasu Minobe 12-15    |                       |                      |                                  |                                     |                  |                                |
| Vadim Anokhin                                       | Épée individuelle   | NC               | Maxime Brinck-Croteau 15-14 | Max Heinzer 7-15         |                       |                      |                                  |                                     |                  |                                |
| Pavel Sukhov                                        | Épée individuelle   | NC               | Park Sang-young 11-15       |                          |                       |                      |                                  |                                     |                  |                                |
| Anton Avdeyev Vadim Anokhin Pavel Sukhov            | Épée par équipes    | NC               | NC                          | NC                       | Ukraine 32-45         |                      |                                  |                                     |                  |                                |
| Artur Akhmatkhuzin                                  | Fleuret individuel  | exempt           | Miles Chamley-Watson 15-13  | Alexander Massialas 9-15 |                       |                      |                                  |                                     |                  |                                |
| Aleksey Cheremisinov                                | Fleuret individuel  | exempt           | Timur Safin 10-15           |                          |                       |                      |                                  |                                     |                  |                                |
| Timur Safin                                         | Fleuret individuel  | exempt           | Aleksey Cheremisinov 15-10  | James-Andrew Davis 15-13 | Chen Haiwei 15-7      | Daniele Garozzo 8-15 | Richard Kruse 15-13              | Médaille de bronze, Jeux olympiques |                  |                                |
| Artur Akhmatkhuzin Aleksey Cheremisinov Timur Safin | Fleuret par équipes | NC               | NC                          | NC                       | Grande-Bretagne 45-43 | États-Unis 45-41     |                                  |                                     | France 45-41     | Médaille d'or, Jeux olympiques |
| Nikolay Kovalev                                     | Sabre individuel    | NC               | Tamás Decsi 15-10           | Aldo Montano 15-11       | Kim Jung-hwan 10-15   |                      |                                  |                                     |                  |                                |
| Alexey Yakimenko                                    | Sabre individuel    | exempt           | Pancho Paskov 14-15         |                          |                       |                      |                                  |                                     |                  |                                |

Femmes
| Athlète                                                          | Compétition        | 1/32 de finale   | 1/16 de finale          | 1/8 de finale             | Quarts de finale          | Demi-finales          | Match pour la médaille de bronze | Match pour la médaille de bronze    | Finale                   | Finale                             |
| Athlète                                                          | Compétition        | Adversaire Score | Adversaire Score        | Adversaire Score          | Adversaire Score          | Adversaire Score      | Adversaire Score                 | Rang                                | Adversaire Score         | Rang                               |
| ---------------------------------------------------------------- | ------------------ | ---------------- | ----------------------- | ------------------------- | ------------------------- | --------------------- | -------------------------------- | ----------------------------------- | ------------------------ | ---------------------------------- |
| Violetta Kolobova                                                | Épée individuelle  | exempt           | Choi In-jeong 12-15     |                           |                           |                       |                                  |                                     |                          |                                    |
| Lyubov Shutova                                                   | Épée individuelle  | exempt           | Kong Man Wai 10-15      |                           |                           |                       |                                  |                                     |                          |                                    |
| Tatiana Logunova                                                 | Épée individuelle  | exempt           | Nozomi Sato 14-15       |                           |                           |                       |                                  |                                     |                          |                                    |
| Violetta Kolobova Lyubov Shutova Tatiana Logunova                | Épée par équipes   | NC               | NC                      | NC                        | France 45-41              | Chine 31-45           | Estonie 37-31                    | Médaille de bronze, Jeux olympiques |                          |                                    |
| Aida Shanayeva                                                   | Fleuret individuel | exempt           | Taís Rochel 15-13       | Jeon Hee-sook 15-11       | Ysaora Thibus 15-13       | Inna Deriglazova 3-15 | Inès Boubakri 11-15              | 4e                                  |                          |                                    |
| Inna Deriglazova                                                 | Fleuret individuel | exempt           | Ana Beatriz Bulcão 15-6 | Aida Mohamed 15-6         | Astrid Guyart 15-6        | Aida Shanayeva 15-3   |                                  |                                     | Elisa Di Francisca 15-11 | Médaille d'or, Jeux olympiques     |
| Ekaterina Dyachenko                                              | Sabre individuel   | exempt           | Seo Ji-yeon 15-12       | Mariel Zagunis 15-12      | Yana Egorian 10-15        |                       |                                  |                                     |                          |                                    |
| Yana Egorian                                                     | Sabre individuel   | exempt           | Tanya Arrayales 15-7    | Vassilikí Vouyioúka 15-11 | Ekaterina Dyachenko 15-10 | Olha Kharlan 15-9     |                                  |                                     | Sofia Velikaïa 15-14     | Médaille d'or, Jeux olympiques     |
| Sofia Velikaïa                                                   | Sabre individuel   | exempt           | Bogna Jozwiak 15-5      | Charlotte Lembach 15-14   | Cécilia Berder 15-10      | Manon Brunet 15-14    |                                  |                                     | Yana Egorian 14-15       | Médaille d'argent, Jeux olympiques |
| Sofia Velikaïa Yana Egorian Ekaterina Dyachenko Yuliya Gavrilova | Sabre par équipes  | NC               | NC                      | NC                        | Mexique 45-31             | États-Unis 45-43      |                                  |                                     | Ukraine 45-30            | Médaille d'or, Jeux olympiques     |

## Handball

### Tournoi féminin
L'équipe de Russie de handball féminin se qualifie pour les Jeux en remportant le tournoi mondial 3 de qualification olympique 2016.

## Natation
| Athlète                                                                  | Épreuve         | Séries        | Séries | Demi-finales | Demi-finales | Finale   | Finale   |
| Athlète                                                                  | Épreuve         | Temps         | Rang   | Temps        | Rang         | Temps    | Rang     |
| ------------------------------------------------------------------------ | --------------- | ------------- | ------ | ------------ | ------------ | -------- | -------- |
| Natalia Lovtsova                                                         | 100 m papillon  | 59 s 19       | 25e    | Éliminée     | Éliminée     | Éliminée | Éliminée |
| Svetlana Chimrova                                                        | 100 m papillon  | 58 s 41       | 19e    | Éliminée     | Éliminée     | Éliminée | Éliminée |
| Veronika Popova Viktoria Andreeva Rozaliya Nasretdinova Natalia Lovtcova | 4 × 100 m libre | 3 min 37 s 68 | 10e    | NC           | NC           | Éliminée | Éliminée |
| Anastasia Fesikova                                                       | 100 m dos       | 1 min 00 s 04 | 10e Q  | 59 s 68      | 10e          | Éliminé  | Éliminé  |
| Daria Ustinova                                                           | 100 m dos       | 1 min 01 s 45 | 23e    | Éliminé      | Éliminé      | Éliminé  | Éliminé  |

| Athlète               | Épreuve      | Séries        | Séries | Demi-finales  | Demi-finales | Finale  | Finale  |
| Athlète               | Épreuve      | Temps         | Rang   | Temps         | Rang         | Temps   | Rang    |
| --------------------- | ------------ | ------------- | ------ | ------------- | ------------ | ------- | ------- |
| Aleksandr Krasnykh    | 400 m libre  | 3 min 47 s 39 | 15e    | NC            | NC           | Éliminé | Éliminé |
| Vyacheslav Andrusenko | 400 m libre  | 3 min 50 s 23 | 30e    | NC            | NC           | Éliminé | Éliminé |
| Vsevolod Zanko        | 100 m brasse | 59 s 91       | 13e Q  | 1 min 00 s 39 | 14e          | Éliminé | Éliminé |
| Kirill Prigoda        | 100 m brasse | 1 min 00 s 37 | 20e    | Éliminé       | Éliminé      | Éliminé | Éliminé |

## Tir à l'arc
Le 25 juillet 2016, la World Archery Federation confirme l'éligibilité des trois archères russes qualifiées pour les Jeux à la suite de la décision du Comité international olympique d'exigé que chaque sportifs russes soit admis selon plusieurs critères par les fédérations sportives.
| Athlète                                            | Compétition        | Tour préliminaire | Tour préliminaire | 1er tour         | 2e tour          | 3e tour          | Quarts de finale | Demi-finales     | Finale           | Finale |
| Athlète                                            | Compétition        | Score             | Rang              | Adversaire Score | Adversaire Score | Adversaire Score | Adversaire Score | Adversaire Score | Adversaire Score | Rang   |
| -------------------------------------------------- | ------------------ | ----------------- | ----------------- | ---------------- | ---------------- | ---------------- | ---------------- | ---------------- | ---------------- | ------ |
| Inna Stepanova                                     | Individuel femmes  |                   |                   |                  |                  |                  |                  |                  |                  |        |
| Ksenia Perova                                      | Individuel femmes  |                   |                   |                  |                  |                  |                  |                  |                  |        |
| Tuyana Dashidorzhieva                              | Individuel femmes  |                   |                   |                  |                  |                  |                  |                  |                  |        |
| Inna Stepanova Ksenia Perova Tuyana Dashidorzhieva | Par équipes femmes |                   |                   | NC               | NC               |                  |                  |                  |                  |        |

## Volley-ball

### Tournoi masculin
L'équipe de Russie de volley-ball se qualifie pour les Jeux en remportant le tournoi de qualification olympique européen.

### Tournoi féminin
L'équipe de Russie de volley-ball féminin gagne sa place en remportant le tournoi de qualification olympique européen.

## Water-polo

### Tournoi féminin
L'équipe de Russie de water-polo féminin se qualifie pour les Jeux en terminant troisième du tournoi de qualification olympique en mars 2016.